# Alopecosa beckeri
Alopecosa beckeri är en spindelart som först beskrevs av Tord Tamerlan Teodor Thorell 1875.  Alopecosa beckeri ingår i släktet Alopecosa och familjen vargspindlar. Inga underarter finns listade i Catalogue of Life.